# سلفافورازول
السلفافورازول (بالإنجليزية: Sulfafurazole)‏ (اسم دولي غير مسجل الملكية يعرف أيضا باسم سلفيسوكسازول) هو مضاد بكتيري ينتمي للسلفوناميدات ويمتلك مجموعة الأوكسزول كتفرع عليه.وهو يمتلك الفعالية كمضاد حيوي ضد مدى واسع من البكتيريا سالبة غرام والبكتيريا موجبة غرام. وقد يعطى أحيانا كمزيج مع الإريثروميسين (إرثرومايسين/سلفافورازول) أو فينازوبايريدين. وهو يستخدم محليا في محلول بتركيز 4% أو كمرهم.

## روابط خارجية
- Sulfisoxazole في المكتبة الوطنية الأمريكية للطب نظام فهرسة المواضيع الطبية (MeSH).